# Wilhelm Conrad Röntgen
Wilhelm Conrad Röntgen (Lennep, 27. ožujka 1845. – München, 10. veljače 1923.), njemački fizičar. Studirao na Politehnici u Zürichu. Sveučilišni profesor fizike u Strasbourgu (od 1876. do 1879.), Giessenu (od 1879. do 1888.), Würzburgu (od 1888. do 1900.) i Münchenu (od 1900. do 1920.). Godine 1895. otkrio je posebnu vrstu elektromagnetskoga zračenja, X-zrake (poslije po njem nazvane rendgensko zračenje), koje je, između ostaloga, omogućilo silan napredak u medicinskoj dijagnostici. U svojim je istraživanjima ispitao svojstva zračenja: sposobnost djelovanja na fotografsku ploču, prolaska kroz različite tvari, slabljenja u vezi s vrstom tvari i debljinom sloja kroz koji prolaze i sposobnost ioniziranja zraka kojim prolaze. Konstruirao je rendgensku cijev s konkavnom katodom i platinskom antikatodom. Bavio se i istraživanjem piezoelektričnih i piroelektričnih pojava kod kristala. Ispitivao je specifični toplinski kapacitet plinova i svojstva tekućina pod visokim tlakom. Za otkriće rendgenskoga zračenja dobio je 1901. prvu Nobelovu nagradu za fiziku.

## Životopis
Wilhelm Conrad Röntgen je rođen u Lennepu (danas dijelu grada Remscheida), u obitelji krojača. Kada mu je bilo tri godine, obitelj se preselila u Nizozemsku, u Apeldoorn, gdje je i odrastao.
Röntgen je studirao na sveučilištu u nizozemskom Utrechtu i na ETH u Zürichu, gdje je diplomirao strojarstvo. Godine 1869. doktorirao je na Sveučilištu u Zürichu.
Od 1867. do 1871. predavao je na Sveučilištu u Strasbourgu, kada je postao profesor na Poljoprivrednoj akademiji u Hohenheimu. Godine 1876. vratio se u Strassbourg na tri godine kao profesor fizike. Od 1879. do 1888. bio je pročelnik katedre za fiziku na Sveučilištu u Gießenu, kada prelazi na mjesto pročelnika katedre za fiziku na Sveučilištu u Würzburgu. Godine 1900., prema posebnom zahtjevu bavarske vlade, Röntgen prelazi na minhensko Sveučilište, gdje ostaje do kraja života.
Pogrešno se vjeruje da je Röntgen x-zrake pronašao slučajno. Slučaj je bio samo utoliko što je zavjesu barijevog platinacijanida, koju je pripremio za jedan od narednih eksperimenata, osvijetlio prije nego što ju je upotrijebio. Naime, tijekom 1895. Röntgen je, poput brojnih fizičara, ispitivao efekte visokog napona na električno pražnjenje u razrijeđenim plinovima u vakuumskim cijevima. Krajem te godine već su se ispitivali efekti katodnih zraka van vakuumskih cijevi. U pripremi jednog od takvih eksperimenata testirao je aparaturu u mraku i primijetio je nekakvo svjetlucanje na stolu, metar od aparature, kad god bi uključio visoki napon. Pošto se u ponovljenim pokušajima zbivala ista stvar, upalio je šibicu i shvatio da svjetlucanje dolazi od barijevog platinocijanida, koji je tu bio odložen čekajući neki od sljedećih eksperimenata.
Röntgen je nagađao da se radi o novoj vrsti zraka (katodne zrake su već bile poznate). Sljedećih nekoliko tjedana je jeo i spavao u laboratoriju, neprekidno ispitujući osobine novih zraka, koje je privremeno nazvao X-zrake, koristeći matematičko označavanje za nepoznatu veličinu. Premda je znanstveni svijet kasnije, kada je Röntgen postao poznat, zrake po njemu nazvao rendgenskima, on je radije koristio izraz X-zrake. I danas se u svakodnevnom govoru medicinska aparatura za snimanje X-zrakama naziva rendgen.
U studenom 2004. Međunarodna unija za čistu i primijenjenu kemiju dala je 111. elementu u periodnom sustavu ime roentgenij.
Röntgen je umro 1923. od raka. Vjeruje se da rak nije bio posljedica njegova rada s ionizirajućom radijacijom, jer je u tim istraživanjima proveo samo kratko vrijeme, a bio je jedan od rijetkih pionira istraživanja radioaktivnosti koji je redovito koristio olovnu zaštitu.
Rendgen (oznaka: R) je mjerna jedinica izvan SI sustava, a označava količinu rendgenskog ili gama zračenja potrebnu da nastane 1 elektrostatička jedinica elektriciteta (3 x 109 ionskih parova) po cm3 suhog zraka u standardnim uvjetima. Rendgen je ograničen samo na rendgensko zračenje i gama zračenje, što je samo dio ionizirajućeg zračenja, s energijom manjom od 3 MeV.

## Vanjske poveznice
- Biografija na nobelprize.org (engl.)